# Varvara Nepomnyaschaya
Varvara Nepomnyaschaya (en ruso : Варвара Непомнящая) es una pianista rusa nacida en 1983 en Moscú, también conocida por el nombre artístico "Varvara". Ha logrado el primer premio en el prestigioso Concurso Géza Anda en 2012, en Zúrich, Suiza.

## Biografía
Inició su formación musical a los cuatro años. Realizó sus estudios secundarios en la Escuela Gnessin de Moscú, que finalizó con honores. Estudió posteriormente en el Conservatorio de Moscú, recibiendo clases de Mikhail Voskresensky (Artista del Pueblo de Rusia), y entre 2011 y 2013 en la Universidad de Música y Teatro de Hamburgo con Eugeni Koroliov, en donde también impartió clases.
En 1994, ganó el primer premio en el concurso internacional "Classical Heritage" de Moscú En 2006, el segundo premio y el premio especial Shostakovich en el tercer Concurso Internacional Svetislav Stančić de Serbia, así como el segundo premio en la segunda edición del concurso internacional de piano Johann Sebastian Bach de Leipzig. En 2007, ganó el cuarto premio y varios premios especiales en el concurso internacional de piano Brahms en Austria. En 2008, ganó un segundo premio y premios especiales en el concurso internacional de piano de Nagoya, Japón, así como el segundo premio en el concurso internacional de conjuntos de cámara de Tesalónica, Grecia, formando parte de un trío. En 2009, ganó el primer concurso internacional Rosario Marciano de piano en Viena, así como el segundo premio en el concurso internacional “Virtuosos del futuro" en Suiza y el tercer premio en el concurso internacional de piano de Bremen. En 2010, fue semi-finalista del Queen Elisabeth International Music Competition de Bruselas, así como ganadora del "Grand Prix" en el concurso Qara Qarayev en Bakú. En 2011, ganó el tercer premio en el Concurso Internacional Svetislav Stančić de Zagreb, y el tercer premio en el festival Primavera de Praga.
En 2012 conquistó el prestigioso Concurso Géza Anda en Zúrich, con premio especial a la mejor interpretación de un concierto de Mozart y el premio del público.
Varvara desarrolla en la actualidad su carrera internacional como concertista de piano con orquestas de todo el mundo, que alterna con recitales como solista y con su participación en formaciones de cámara. 
Ha colaborado con orquestas internacionales del prestigio de la Orquesta del Teatro Mariinski, la Orquesta de Cámara de Viena, la Orquesta de la Tonhalle de Zúrich, la Orquesta Sinfónica de la Radio de Viena, la Orquesa de Cámara de Zúrich y la Orquesta Sinfónica de la Radio de Stuttgart, entre otras, siendo dirigida por maestros como Valeri Guérguiev, David Zinman, Cornelius Meister y Clemens Schuldt.